# 貝蒂 (亞美尼亞歌手)
伊莉莎白·丹尼揚（英語：Elizabeth Danielyan，2003年3月7日—），亞美尼亞女歌手，她以「貝蒂」的藝名（英語：Betty）為人所熟知。她在馬爾他舉辦的2014年歐洲青少年歌唱大賽代表亞美尼亞參賽，並演唱她的代表歌曲《太陽的人們》，最終獲得第三名。
除了母語亞美尼亞語，貝蒂也會說俄语與一點點的英语。